# 牛东晓
牛东晓，教授，博士生导师，现任华北电力大学学术委员会副主任、中国能源经济管理研究中心主任。入选2011年度长江学者特聘教授，主要从事技术经济及管理领域的教学和研究工作。